# Вытравка
Вытравка — река в Московской области России, левый приток Дубны.
Берёт начало в сыром берёзовом лесу в 10 км к востоку от рабочего посёлка Вербилки, устье — в 6 км к северу от села Константиново. На Вытравке расположены 6 деревень и 4 дачных посёлка.
Длина — 15 км (по другим данным — 16 км), площадь водосборного бассейна — 43,2 км². Относится к рекам равнинного типа, питание преимущественно снеговое. Замерзает в середине ноября, вскрывается в середине апреля.
Интереса для туристов не представляет. В верхнем и среднем течении берёзово-осиновые перелески перемежаются населёнными пунктами, в низовьях река спрямлена каналом и пересекает густую сеть осушительных канав.
По данным государственного водного реестра России, относится к Верхневолжскому бассейновому округу. Речной бассейн — (Верхняя) Волга до Куйбышевского водохранилища (без бассейна Оки), речной подбассейн — бассейны притоков (Верхней) Волги до Рыбинского водохранилища, водохозяйственный участок — Волга от Иваньковского гидроузла до Угличского гидроузла (Угличское водохранилище).